# 甲賀市立甲南第一小学校
甲賀市立甲南第一小学校（こうかしりつ こうなんだいいちしょうがっこう）は、滋賀県甲賀市甲南町深川にある市立の小学校。

## 所在地
- 滋賀県甲賀市甲南町深川1728−1

## 沿革
- 1874年（明治7年）8月 - 明要学校を開設[1]
- 1886年（明治19年）11月 - 尋常科矢川小学校と改称
- 1887年（明治20年） - 稗谷小学校を合併
- 1887年（明治20年）5月 - 深川分教場と改称
- 1889年（明治22年）4月 - 尋常科深川小学校と改称
- 1889年（明治22年）9月2日 - 寺庄西小学校と改称
- 1892年（明治25年）7月 - 深川尋常小学校と改称
- 1901年（明治34年）7月1日 - 寺庄東小学校と合併し、現在地に校舎新築。寺庄尋常小学校と改称
- 1904年（明治37年）1月 - 校舎増築
- 1909年（明治42年）7月 - 校舎増築
- 1920年（大正9年）11月 - 運動場拡張
- 1931年（昭和6年）4月 - 寺庄尋常高等小学校と改称
- 1935年（昭和10年）3月 - 校舎増築
- 1938年（昭和13年）10月 - 講堂新築
- 1941年（昭和16年）4月 - 寺庄国民学校と改称
- 1943年（昭和18年）2月 - 甲南寺庄国民学校と改称
- 1947年（昭和22年）4月 - 甲南寺庄小学校と改称
- 1947年（昭和22年）6月 - 甲南町立第一小学校と改称
- 1972年（昭和47年）7月 - プール竣工
- 1976年（昭和51年）12月 - 新校舎竣工
- 1985年（昭和60年）４月 -  希望ヶ丘小学校分離
- 1990年（平成2年）2月 - 体育館竣工
- 1998年（平成10年）3月 - プール竣工
- 2000年（平成12年）8月 - 耐震工事実施
- 2004年（平成16年）10月1日 - 甲賀市立甲南第一小学校と改称
- 2009年（平成21年）12月 - エレベーター新設、バリアフリー化工事実施
- 2018年（平成30年）3月 - 校舎(東･南棟)大規模改修
- 2018年（平成30年）12月 - 校舎(北棟)大規模改修・増築

## 校区
この小学校の校区は以下の通り。
甲南町寺庄、甲南町葛木、甲南町深川の一部、甲南町深川市場、甲南町稗谷の一部、甲南町森尻、甲南町宝木、甲南町耕心1丁目から4丁目まで